# 甘懐真
甘 懐真（かん かいしん、1963年 - ）は、中華民国の歴史学者。中国古代史、儒教国家研究、東アジア国際関係史を専攻。国立台湾大学教授。国家科学及技術委員会歴史学門共同召集人。 

## 人物
台北市生まれ。国立台湾大学歴史学系卒業、国立台湾大学歴史学系修士課程修了、国立台湾大学歴史学系博士課程修了。東呉大学副教授、東京大学東洋文化研究所助教授、国立台湾大学文学院副院長、国立台湾大学歴史系主任。